# Chajusong

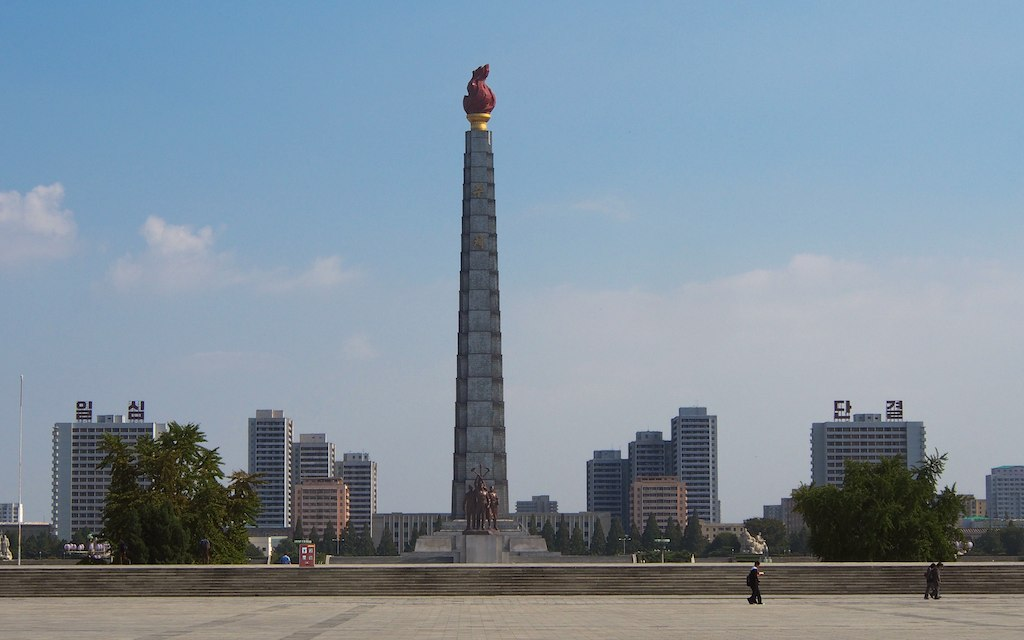
De toorts op de Juche-toren staat symbool voor de Juche-ideologie

Chajusong (Koreaans: 자주성) is een belangrijk onderdeel van de Juche-ideologie waarop Noord-Korea is gebaseerd. Het staat voor onafhankelijkheid want de mens moet meester zijn over zichzelf, de natuur en de toekomst. Chajusong wordt beïnvloed door creativiteit en zelfstandigheid. 
 

## Het belang van Chajusong
Volgens de traditionele filosofie wordt de mens heel erg beïnvloed door zijn instincten. De mens is als het ware machteloos. Juche (en daarmee ook Chajusong) doorbreekt dit. Volgens dit kernbegrip is de mens onafhankelijk, bewust van zijn omgeving en creatief.  Dit zijn allemaal noodzaken om de toekomst te kunnen scheppen. Als de mens dit doet dan komt hij in een hoger niveau terecht. Kim Jong-il beschreef Chajusong als volgt:
“Chajusong is een geestesgesteldheid van de mens die verlangt een onafhankelijk leven te leiden, meester van de wereld en zijn eigen toekomst te zijn. Creativiteit is een geesteshouding van de mens om de wereld te veranderen en zo doelgericht zijn eigen toekomst te scheppen, terwijl bewustzijn een gevolg is van de mens dat al zijn activiteiten bepaalt, gericht op begrip en hervorming van de wereld en zichzelf.”
Hieruit vloeit verder dat alle strijden die al gestreden zijn in het teken van Chajusong staan. De mensen wilden onafhankelijk zijn en zelf de toekomst scheppen en wanneer ze daar in geslaagd waren, hun Chajusong verdedigen.
Kim Il Sung legde Chajusong in 1977 uit: "The president of one third world country who visited our country asked me what it meant to maintain Chajusong. I replied that when we eat something, we chew and swallow it if it is palatable and spit it out if it is unpleasant. When we adopt a foreign way or do something, we must always ensure that it conforms to the conditions in our country."

## Realisatie van Chajusong
Belangrijk om te weten is dat binnen Juche het individu niet centraal staat, maar wel het volk. Dit reflecteert zich dan ook in Chajusong. Om Chajusong te realiseren moest Noord-Korea economisch onafhankelijk worden. Ten tweede moet de staat alle macht hebben over het economisch proces. Anders kan het bezit in verkeerde handen vallen waardoor het land en de bevolking niet meer onafhankelijk zijn. Een andere voorwaarde is dat de mensen de samenleving in handen hebben zodat iedereen hetzelfde ideaal heeft. Een manier om dit te realiseren is onderwijs. Het onderwijs in Noord-Korea wordt vanuit de overheid gestuurd om ervoor te zorgen dat alle kinderen Chajusong begrijpen en verdedigen.